# Ludwigslust (distrito)
Ludwigslust foi um antigo distrito (kreis ou landkreis) da Alemanha localizado no estado de Meclemburgo-Pomerânia Ocidental. Na reforma distrital de setembro de 2011, Ludwigslust foi unido ao distrito de Parchim formando o novo distrito de Ludwigslust-Parchim.

## Cidades e municípios
Cidades e municípios do antigo distrito de Ludwigslust (situação de agosto de 2011):
| Cidades (livres):                                   |
| 1. Boizenburg 2. Hagenow 3. Lübtheen 4. Ludwigslust |

| Ämter (associações municipais) | Ämter (associações municipais) | Ämter (associações municipais) |
| --- | --- | --- |
| - 1. Boizenburg-Land [sede: Boizenburg] 1. Bengerstorf 2. Besitz 3. Brahlstorf 4. Dersenow 5. Gresse 6. Greven 7. Neu Gülze 8. Nostorf 9. Schwanheide 10. Teldau 11. Tessin bei Boizenburg - 2. Dömitz-Malliß 1. Dömitz1, 2 2. Grebs-Niendorf 3. Karenz 4. Malk Göhren 5. Malliß 6. Neu Kaliß 7. Vielank - 3. Grabow 1. Balow 2. Brunow 3. Dambeck 4. Eldena 5. Gorlosen 6. Grabow1, 2 7. Karstädt 8. Kremmin 9. Milow 10. Möllenbeck 11. Muchow 12. Prislich 13. Steesow 14. Zierzow | - 4. Hagenow-Land [sede: Hagenow] 1. Alt Zachun 2. Bandenitz 3. Belsch 4. Bobzin 5. Bresegard bei Picher 6. Gammelin 7. Groß Krams 8. Hoort 9. Hülseburg 10. Kirch Jesar 11. Kuhstorf 12. Moraas 13. Pätow-Steegen 14. Picher 15. Pritzier 16. Redefin 17. Setzin 18. Strohkirchen 19. Toddin 20. Warlitz - 5. Ludwigslust-Land [sede: Ludwigslust] 1. Alt Krenzlin 2. Bresegard bei Eldena 3. Göhlen 4. Groß Laasch 5. Leussow 6. Lübesse 7. Lüblow 8. Rastow 9. Sülstorf 10. Uelitz 11. Warlow 12. Wöbbelin | - 6. Neustadt-Glewe 1. Blievenstorf 2. Brenz 3. Neustadt-Glewe1, 2 - 7. Stralendorf 1. Dümmer 2. Holthusen 3. Klein Rogahn 4. Pampow 5. Schossin 6. Stralendorf1 7. Warsow 8. Wittenförden 9. Zülow - 8. Wittenburg 1. Körchow 2. Lehsen 3. Wittenburg1, 2 4. Wittendörp - 9. Zarrentin 1. Gallin 2. Kogel 3. Lüttow-Valluhn 4. Vellahn 5. Zarrentin1, 2 |
| 1sede do Amt; 2cidade | | |